# Automates Jaquet-Droz

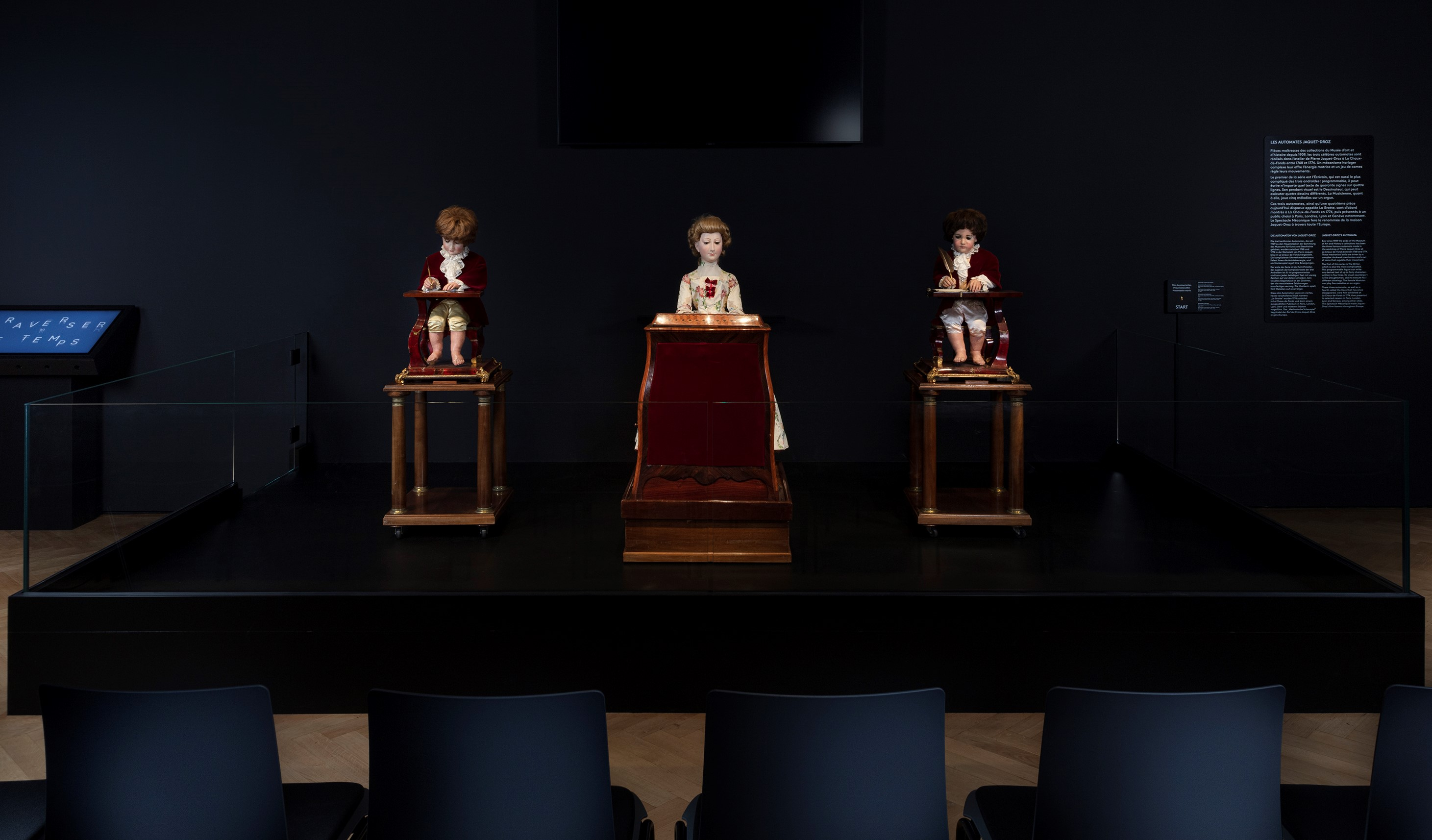
Salle des automates Jaquet-Droz

Parmi les nombreux automates réalisés par la famille Jaquet-Droz, les automates Jaquet-Droz désignent trois pièces fabriquées (la quatrième est aujourd'hui perdue) par Pierre Jaquet-Droz, son fils Henri-Louis et Jean-Frédéric Leschot entre 1767 et 1774 : la musicienne, le dessinateur et l'écrivain. Les trois automates sont parfaitement fonctionnels ; ils peuvent être admirés au musée d'art et d'histoire de Neuchâtel en Suisse, et une démonstration de leur fonctionnement est faite le premier dimanche de chaque mois. On peut les considérer comme de lointains ancêtres des robots modernes.

## Présentation générale
Les trois automates la Musicienne, le Dessinateur et l'Écrivain, sont emblématiques des créations Jaquet-Droz.
Ils furent exhibés à partir de 1774 à La Chaux-de-Fonds, puis eurent une vie de nomades, furent vendus et perdus plusieurs fois, avant d'être achetés par la Société d'histoire et d'archéologie de Neuchâtel en 1906 pour 75 000 francs or, et offerts au musée d'où ils ne sont pratiquement plus sortis. Des répliques modifiées furent faites par la famille Jaquet-Droz. Une particularité de ces automates était la possibilité de modifier les cylindres qui les commandaient, les rendant d'une certaine façon programmables. Ils furent exposés à Rouen en 1824 et 1825,.
Les automates furent conçus et construits dans un double but : amuser les cours royales d'Europe, et augmenter ainsi les recettes de l'entreprise familiale d'horlogerie de luxe ; relever un défi technique en s'attaquant, à la faveur d'une expérimentation complexe entre toutes, la création artificielle d'un androïde, aux problèmes de miniaturisation et synchronisation de systèmes techniques élaborés.

## La musicienne

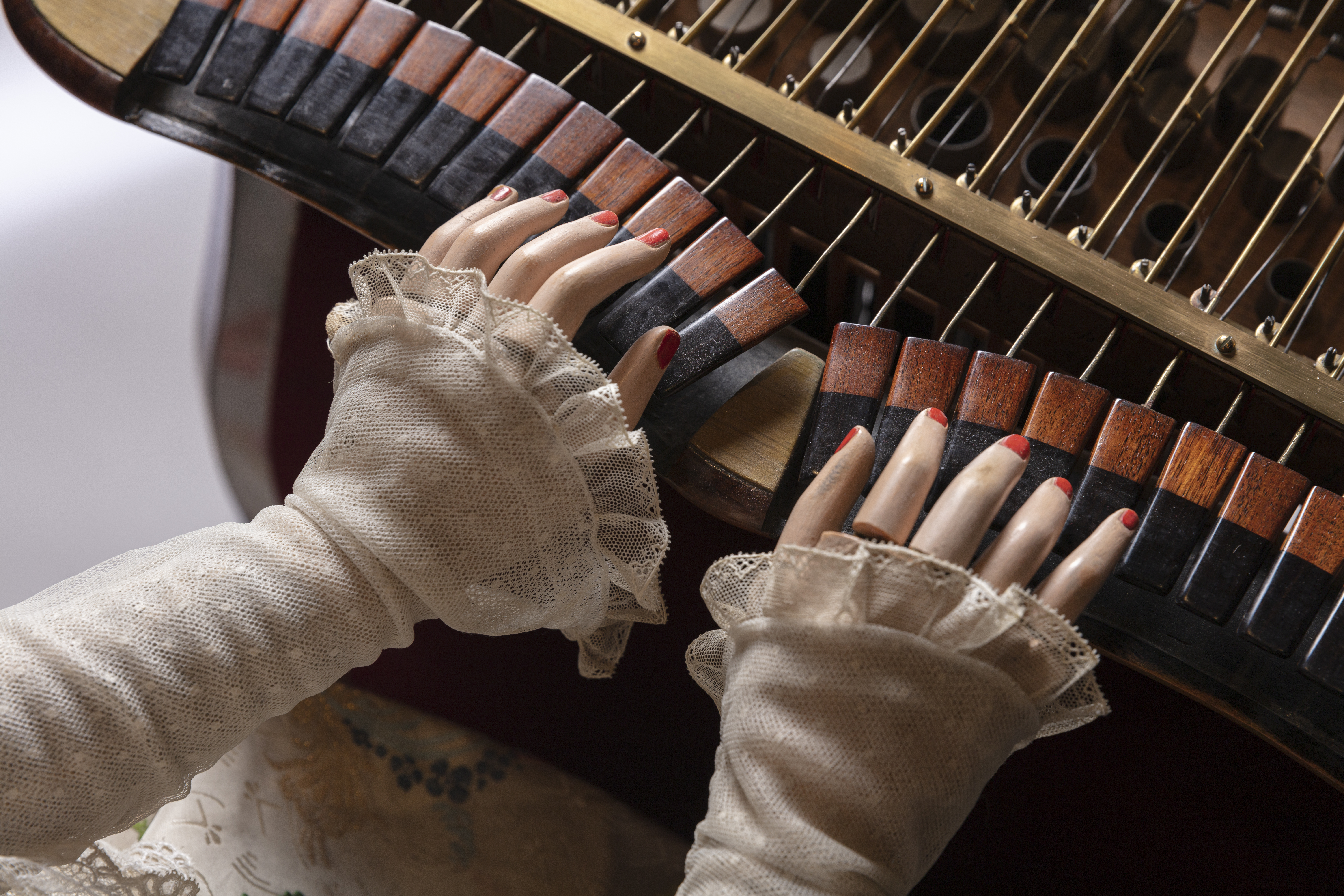
Automates Jaquet-Droz - La Musicienne (détail des mains)

La musicienne est une joueuse d'orgue qui joue réellement cinq motifs musicaux différents : la musique n'est pas enregistrée ou jouée par une boîte à musique, mais bien jouée par l'automate qui enfonce les touches d'un véritable orgue avec ses doigts (l'orgue étant bien sûr construit à sa taille et son ergonomie). Elle « respire » (sa poitrine se lève et s'abaisse), elle suit des yeux le jeu de ses mains, et elle fait des mouvements du torse comme un véritable organiste, terminant son récital par une révérence au public.

## Le dessinateur

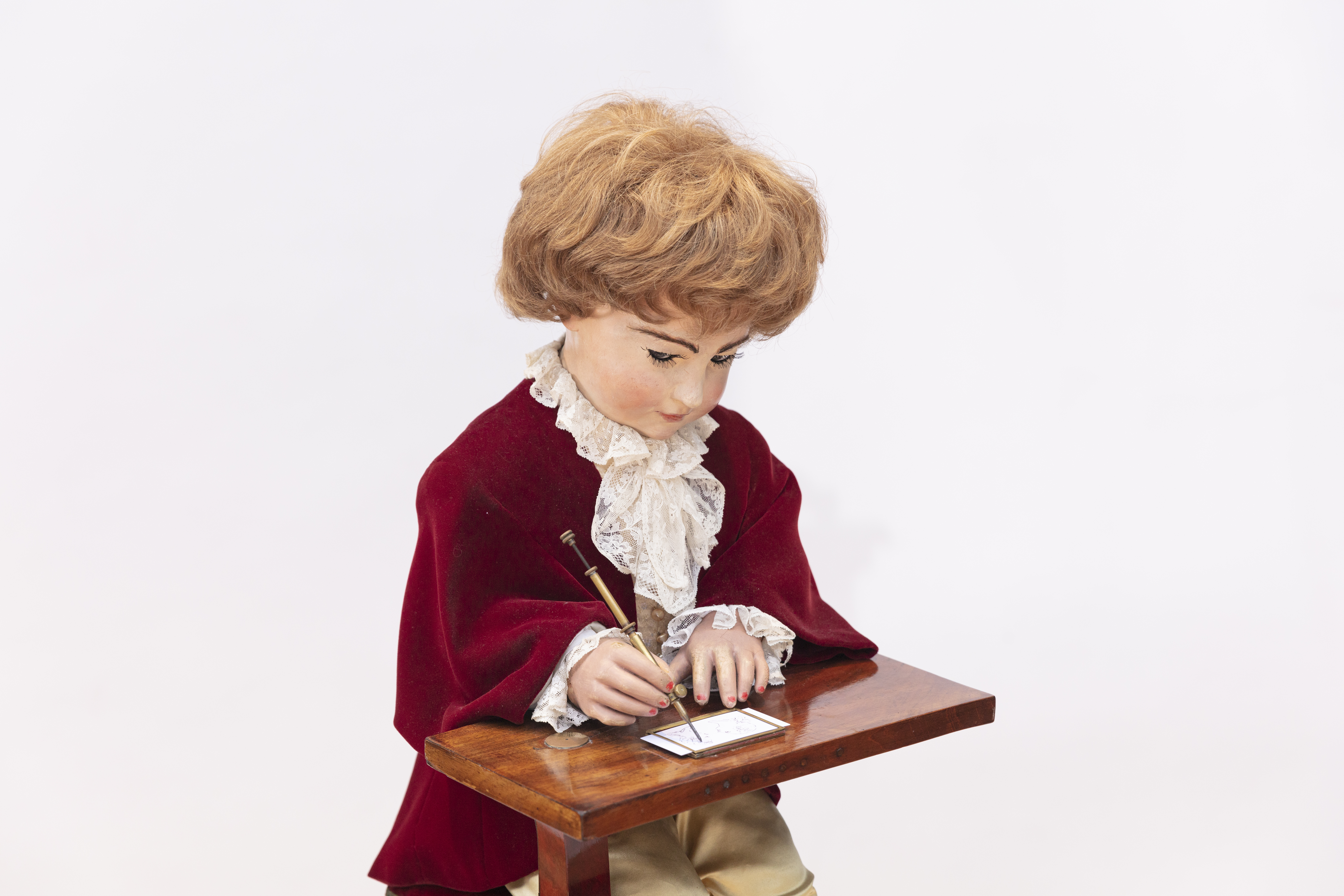
Automates Jaquet-Droz - Le Dessinateur

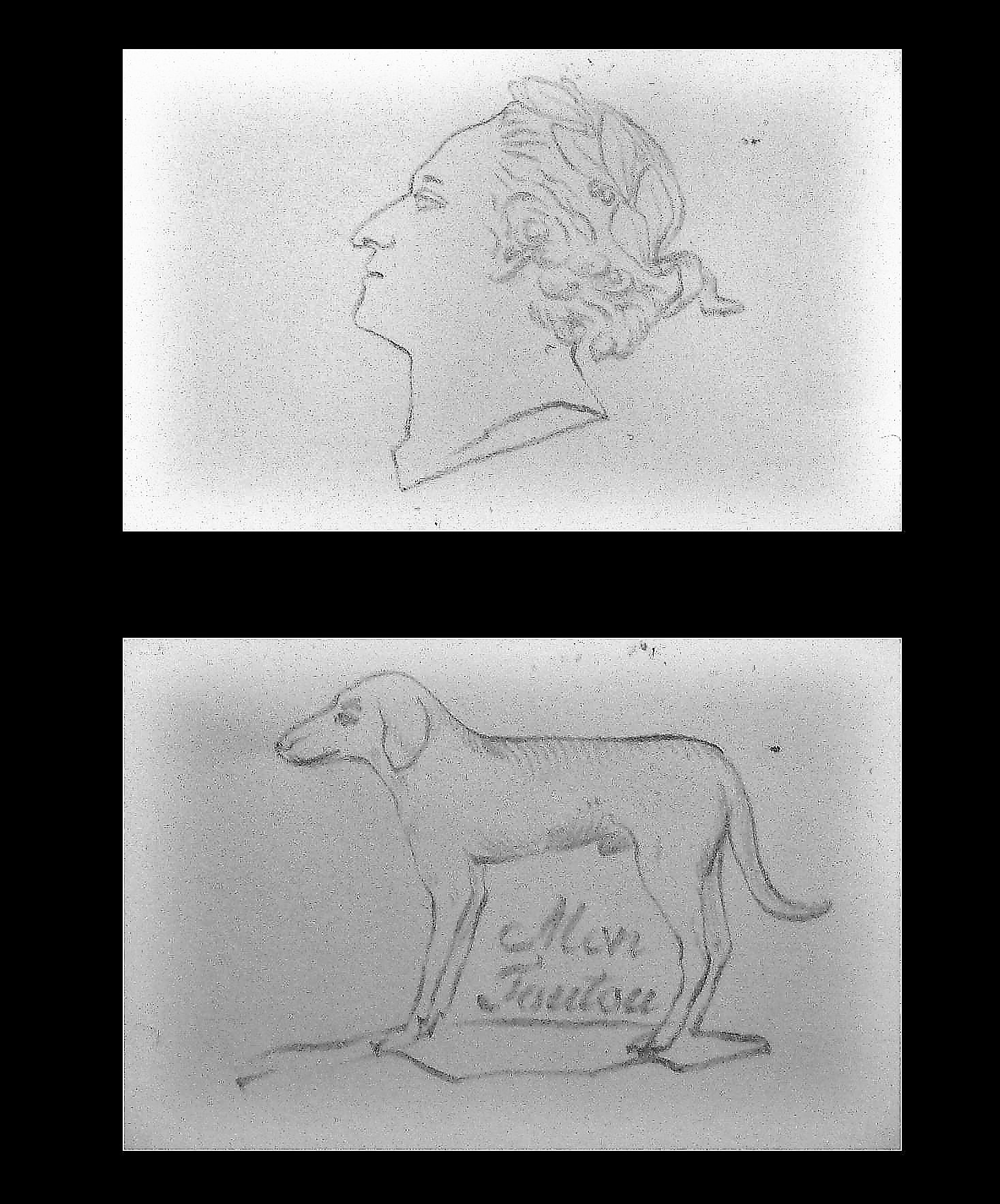
Deux des quatre dessins que le Dessinateur sait exécuter.

Le dessinateur, construit entre 1772 et 1774, est une poupée capable d'exécuter quatre dessins : un portrait de Louis XV, un couple royal (on pense qu'il s'agirait de Louis XVI et Marie-Antoinette), un chien accompagné de l'inscription « Mon toutou », et un Cupidon conduisant un char tiré par un papillon.
Le dessinateur fonctionne à l'aide d'un système de cames qui encodent les mouvements de la main dans les deux dimensions de la feuille ; une troisième came sert à lever ou baisser le crayon. L'automate souffle de temps en temps sur son travail pour en enlever les éclats de mine de crayon (un geste que les mines modernes ont rendu inutile).

## L'écrivain

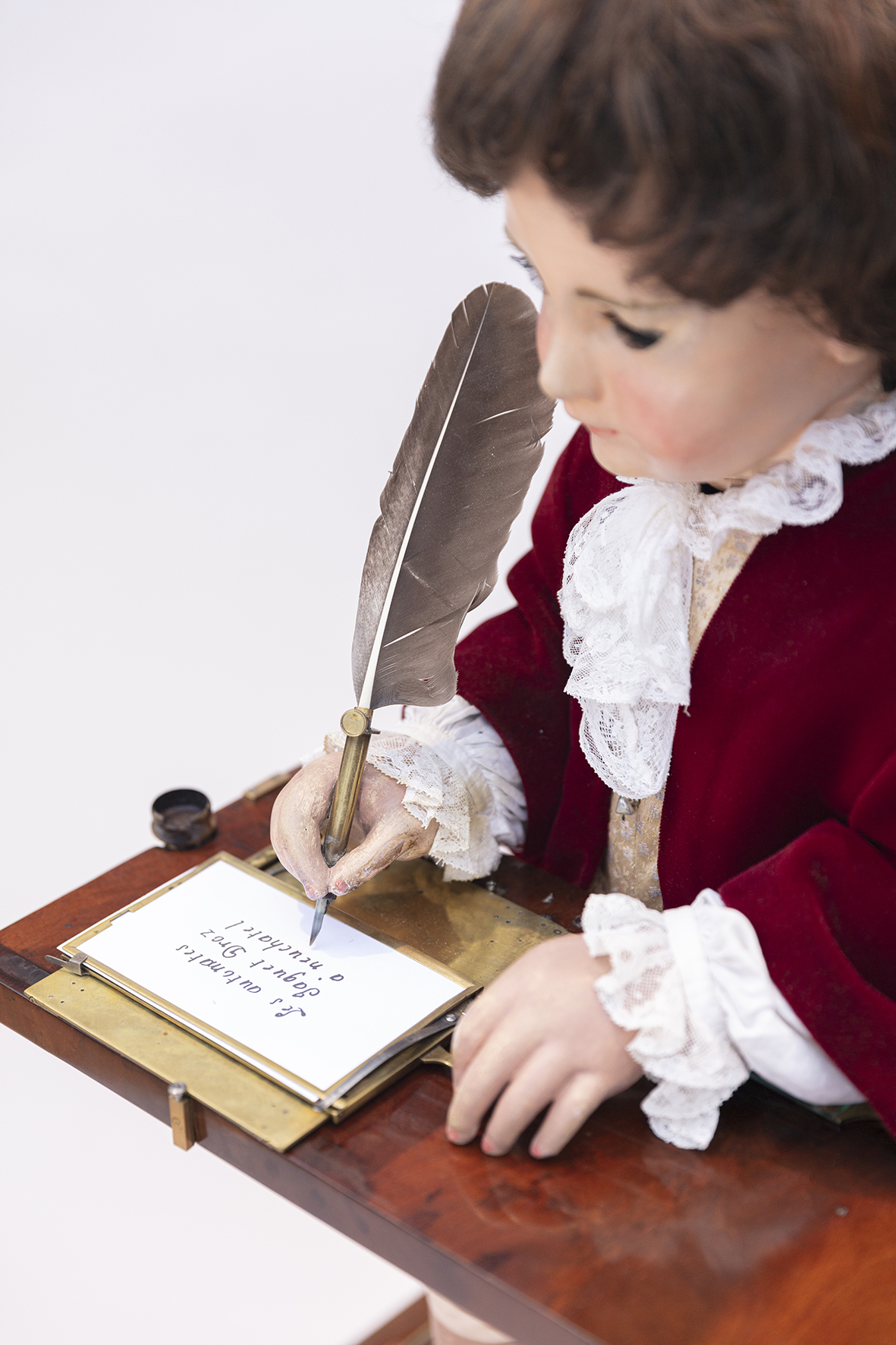
L'Écrivain

L'écrivain est le plus complexe des trois automates anthropomorphes. Il utilise un système semblable à celui du dessinateur pour tracer les caractères de l'alphabet, et peut écrire à l'aide d'un jeu de 40 caractères. Le texte est encodé sur une roue dont la longueur des dents détermine le choix du caractère à tracer. Le texte est rarement changé, pour ménager le mécanisme : l'un des derniers changements en date a été fait en l'honneur de François Mitterrand qui était venu visiter la ville. L'écrivain utilise une plume d'oie qu'il trempe de temps en temps dans un encrier, en la secouant d'un coup sec pour éviter qu'un trop-plein d'encre ne laisse des pâtés. Ses yeux suivent le texte au fur et à mesure qu'il l'écrit, et sa tête tourne lorsqu'il cherche de l'encre.

## La grotte

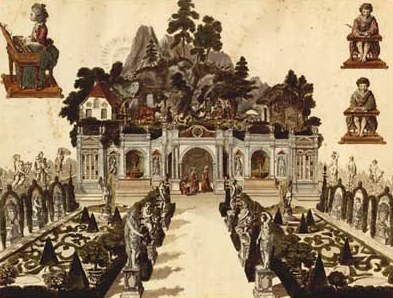
Gravure de la grotte

Considéré comme peut-être le plus impressionnant de mignardise, le quatrième automate représentait une scène pastorale : un joueur de flûte courtisant une bergère. "La Grotte" ainsi qu'on l'appelait, fut perdue pendant la Révolution. On sait qu'il fut vendu avec les trois autres aux frères Gendre à Madrid en 1787. Malheureusement, on en perd ensuite totalement la trace. Il est possible d'en admirer une gravure au musée de Neuchâtel.

## Sources
- Les automates Jaquet-Droz, musée d'art et d'histoire du canton de Neuchâtel.
- Les automates Jacquet-Droz, vidéo réalisée par Denis Maurer pour le musée.
- film officiel du musée de Neuchâtel.